# Sacaròmetre

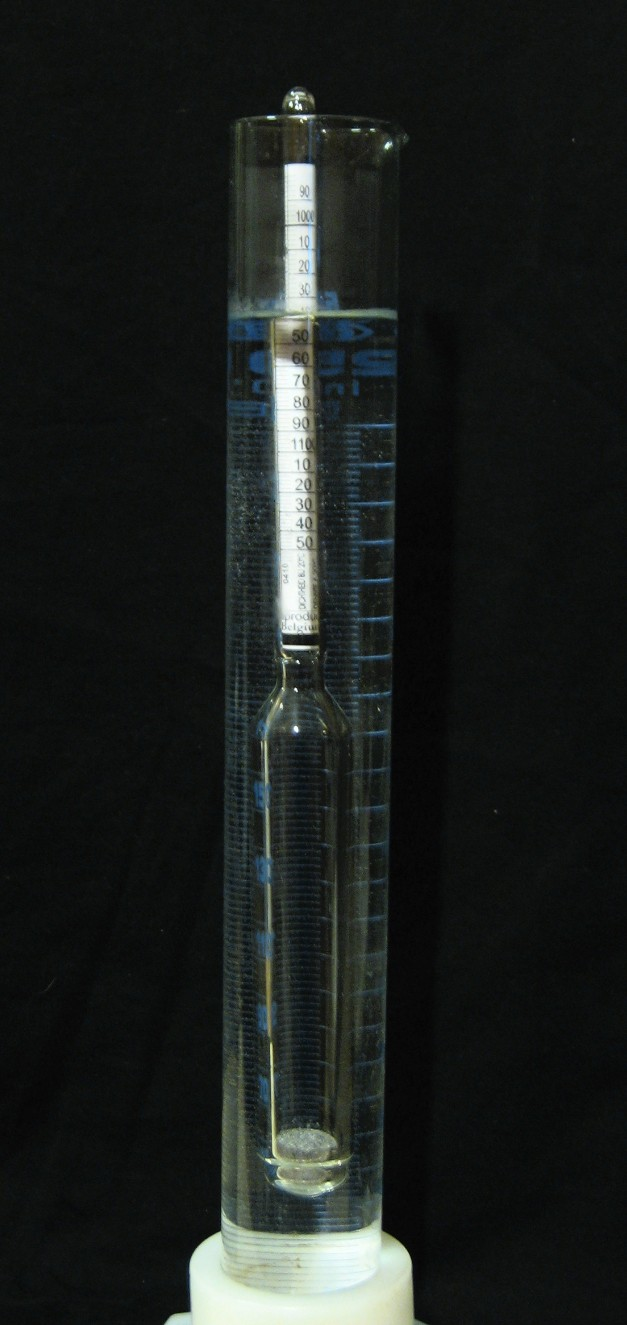
Sacaròmetre de Balling en una dissolució de sucre

Un sacaròmetre és un tipus d'areòmetre especialment dissenyat per a mesurar el pes específic i, per tant, la concentració dels xarops i solucions de sucres.
Un primer areòmetre va ser inventat pel farmacèutic francès Antoine Baumé, la seva escala tenia l'inconvenient de variar amb la temperatura del líquid, el que necessitava taules de conversió. Va ser inventat per Karl Josef Napoleon Balling (1805-1868) el 1843 a qui es deu l'escala de Balling, encara utilitzada en la fabricació de cervesa i la indústria sucrera.
Adolf Ferdinand Wenceslaus Brix va desenvolupar-ne un altre: l'aeròmetre de Brix, que utilitza l'escala de Brix), els graus (°Bx) de la qual indiquen el percentatge en pes de sacarosa. Als sectors de la vinificació, del suc de fruita i de gasoses se solen utilitzar els graus Brix per mesurar el grau de sucre al most, mentrestant en la cerveseria s'utilitza més aviat l'escala de Plato, desenvolupat per metròleg alemany Fritz Plato (1858-1938) en continuar les recerques de Balling. Les tres escales són convertibles.